# Десети конгрес СКЈ
Десети конгрес Савеза комуниста Југославије одржан је од 27. до 30. маја 1974. у Београду.
Југославија је од Деветог конгреса СКЈ доживела пораст либерализма и национализма крајем 1960-их и почетком 1970-их, са чијим је представницима извршен обрачун од 1971. до 1973. године. Наставак либерлизације означило је доношење новог устава СФРЈ 21. фебруара 1974. године.

## Рад Конгреса
Савез комуниста резимирао је на Конгресу критичка преиспитивања друштвено-политичких односа и сопствених политичких искустава, анализовао друштвену суштину промена у друштвено-економском систему и утврдио основне правце и задатке нове етапе у развоју социјалистичког самоуправљања.
Након уводних излагања у конгресним комисијама, извештаја о раду конгресних комисија и доношења резолуција Десетог конгреса, Конгрес је радио по следећем дневном реду:
- Извештај о раду Савеза комуниста и Председништва СКЈ између Деветог и Десетог конгреса
- Извештај о раду Комисије за статутарна питања СКЈ од Деветог до Десетог конгреса СКЈ
- Извештај Надзорног одбора СКЈ о раду и остваривању политике финансирања Савеза комуниста између Деветог и Десетог конгреса СКЈ

Конгрес је извршио значајне промене у организацији, правнима и дужностима органа Савеза комуниста:
- укинута је Конференција и поновно уведен Централни комитет СКЈ, као највиши орган између два конгреса
- конституисано је Председништво ЦК СКЈ као политичко-извршни орган, а оно из свог састава и састава ЦК бира Извршни комитет као извршно-политички орган који организује активност на спровођењу утврђене политике и ставова СКЈ.

Био је изабран нови Централни комитет од 166 чланова, Председништво ЦК СКЈ имало је 36 чланова, а Извршни комитет 12 чланова. За председника СКЈ поновно је био изабран Јосип Броз Тито, и то без ограничења трајања мандата. За секретара Извршног комитета изабран је Стане Доланц.

## Чланови ЦК СКЈ
- Чланови Централног комитета СКЈ изабрани на Десетом конгресу:

Роман Албрехт, Душан Алимпић, Милан Ачић, Љубо Бабић, Томислав Бадовинац, Рабије Бајрами, Махмут Бакали, Владимир Бакарић, Имре Балинт, Милутин Балтић, Хамид Беговац, Димче Беловски, Џемал Биједић, Јуре Билић, Карло Билић, Миодраг Богићевић, Недељко Бошковић, Војислав Божовић, Марко Булц, Фрањо Варга, Јован Веселинов, Мирко Видаковић, Добривоје Видић, Вељко Влаховић, Тихомир Влашкалић, Радован Војводић, Иванка Врховчак, Јосип Врховец, Богић Вучинић, Јован Вујадиновић, Љубомир Вујошевић, Душан Вукотић, Изток Винклер, Киро Глигоров, Станка Гломазић-Лековић, Александар Грличков, Јосип Грегорић, Зејнулах Груда, Вели Дева, Стеван Димески, Славка Димитријевић, Стане Доланц, Стеван Дороњски, Звоне Драган, Драгољуб Драгошан, Васка Дуганова, Рато Дугоњић, Веселин Ђурановић, Радоња Ђуровић, Видоје Жарковић, Шемсудин Зејнилагић, Борис Зихерл, Боривоје Зивгаревић, Реџеп Зогај, Марија Звекић-Мишколци, Живорад Ивановић, Ливиј Јакомин, Предраг Јаконовски, Трпе Јаковлевски, Драгиша Јаковљевић, Силва Јереб, Даут Јашаница, Ђоко Јованић, Божин Јовановић, Мирко Јовановић, Марко Јозић, Анте Јурјевић, Даница Јурковић, Слободан Калезић, Хатиџа Карабег, Кемал Карачић, Едвард Кардељ, Меџит Касуми, Лудвик Кејџат, Фана Кочовска-Цветковић, Руди Колак, Лазар Колишевски, Радоје Контић, Миладин Кораћ, Христивоје Костић, Ненад Крекић, Сеад Кресо, Љубомир Кришковић, Иван Кукоч, Тодо Куртовић, Станко Лепеј, Евица Лет, Владимир Логар, Војо Лукић, Никола Љубичић, Исмаиљ Маљићи, Драгутин Марковић, Мома Марковић, Крсте Марковски, Панче Мартиновски, Мунир Месиховић, Филип Михаиловић, Цвијетин Мијатовић, Бранко Микулић, Слободан Милевски, Никола Милићевић, Милутин Милошевић, Милош Минић, Тодор Мохан, Лазар Мојсов, Вукашин Мрваљевић, Коста Нађ, Миливој Ореб, Бранко Павићевић, Карољ Пехо, Илија Перишић, Калман Петковић, Дане Петковски, Душан Петровић Шане, Милка Планинц, Мирјана Почек-Матић, Станко Поноћко, Мавро Попијач, Франце Попит, Крсто Попивода, Душан Поповић, Мирко Поповић, Стане Поточар, Хакија Поздерац, Бисерка Прља-Кецојевић, Иво Пуришић, Ђорђе Радосављевић, Војо Раичевић, Милан Ракас, Хисен Рамадани, Миха Равник, Душан Ристић, Садик Садику, Синан Сахити, Сава Саватић, Иван Сиљановски, Мелита Сингер, Јоже Смоле, Војислав Срзентић, Петар Стамболић, Миленко Станић, Миланка Станковић, Драгољуб Ставрев, Јанез Стерниша, Франц Тавчар, Станко Томић, Вида Томшич, Јан Туран, Мирослав Чангаловић, Ангел Чемерски, Фрањо Чордашић, Доброслав Ћулафић, Хамдија Фетаховић, Киро Хаџивасилев, Фрањо Херљевић, Фадиљ Хоџа, Есад Хорозић, Славко Шајбер, Џемил Шарац, Радивоје Шћекић, Бошко Шиљеговић, Вера Шкофич, Мика Шпиљак и Али Шукрија.
- Чланови Председништва ЦК СКЈ, изабрани на Десетом конгресу:

Роман Албрехт, Душан Алимпић, Владимир Бакарић, Махмут Бакали, Имре Балинт, Џемал Биједић, Јуре Билић, Вељко Влаховић, Тихомир Влашкалић, Јосип Врховец, Јован Вујадиновић, Киро Глигоров, Александар Грличков, Стане Доланц, Стеван Дороњски, Рато Дугоњић, Веселин Ђурановић, Видоје Жарковић, Едвард Кардељ, Лазар Колишевски, Тодо Куртовић, Никола Љубичић, Крсте Марковски, Цвијетин Мијатовић, Бранко Микулић, Милош Минић, Душан Петровић Шане, Милка Планинц, Франце Попит, Мирко Поповић, Душан Ристић, Јоже Смоле, Војислав Срзентић, Петар Стамболић, Фадиљ Хоџа, Ангел Чемерски, Џемил Шарац и Мика Шпиљак.
- Чланови Извршног комитета Председништва ЦК СКЈ, изабрани на Десетом конгресу:

Стане Доланц (секретар Извршног комитета), Јуре Билић, Александар Грличков, Тодо Куртовић, Мирко Поповић, Војислав Срзентић (секретари у Извршном комитету), Добривоје Видић, Иван Кукоч, Мунир Месиховић, Душан Поповић, Драгољуб Ставрев и Али Шукрија (чланови Извршног комитета).
- Чланови Комисије за статутарна питања СКЈ, изабрани на Десетом конгресу:

Цветан Аврамовски, Урош Анђелић, Станко Бајсић, Муса Балеци, Ангелца Видиц, Јоже Видич, Предраг Глигорић, Рамадан Ђомбалић, Љубомир Игњатовић, Арса Ковачевић, Милија Ковачевић, Ћазим Крџалић, Ката Лахтова, Младен Мартин, Вељко Милоњић, Даница Милосављевић, Ђоре Печијарески, Константин Поповић, Јелица Радојевић, Силвестер Фејеш и Гојко Шкрбић.
- Чланови Надзорне комисије СКЈ, изабрани на Десетом конгресу:

Ангел Божиновски, Франц Буковински, Маниша Војводић, Деса Ђорђевић, Живка Јовановска, Стјепан Јурековић, Радојка Катић, Милан Кеча, Ђорђе Матић, Срећко Недељковић, Мехмед Нуркановић, Никола Поповски, Владимир Секулић, Лојзка Стропник и Дамјан Шећковић.